# تمستیکولیس دیکیدیس
تمستیکولیس دیکیدیس (یونانی: Θεμιστοκλής Διακίδης؛ ۲۲ اوت ۱۸۸۲ – ۸ مهٔ ۱۹۴۴) ورزشکار دو و میدانی اهل یونان بود.